# 山口多聞
山口多聞（1892年8月17日—1942年6月5日）。前大日本帝國軍事家、政治家，於中途岛海战中战死，追晋海军中将。

## 生平

### 早年
1892年8月17日生於舊東京市小石川區，旧松江藩士山口宗義的三子。中學畢業後，1909年9月考入江田島海軍兵學校第40期，成绩是150人中排名第21号，同期生中知名者有大西瀧治郎、宇垣缠、多田武雄、福留繁等。在校期间剑道达到最高的1级。1912年7月毕业成绩为144人中排名第二号。1913年12月晋升海军少尉。先后在防护巡洋艦“筑摩”、战舰“安艺”上服役。1915年12月晋升中尉，入海军炮术学校及水雷学校普通科受训。在第一次世界大战期间，服役於第三潛水艦隊，1918年5月调任第二特务舰队派駐歐洲戰場，在地中海为盟国运输舰船护航，並對於鱼雷及潜艇戰術有多方面研究。1918年12月晋升大尉，入海軍水雷学校高等科受训。
第一次世界大戰後1921年派駐美國，同時入普林斯頓大學深造。1923年5月歸国，任潜水学校教官兼分隊長。1924年12月1日晋升海军少佐，入海軍大學校甲种班進修，1926年11月25日海大甲种班首席毕业，就任第一水雷战队参谋。1927年11月军令部第二課第一班任职。1929年11月成为伦敦海军裁军会议代表随员。1930年11月任第一艦隊参謀兼聯合艦隊参謀。1932年任海军大学校教官，并晋升海军大佐。1934年6月至1936年10月任日本驻美国大使馆武官，多方面接觸到許多不同的海軍戰術及戰略觀念，對於海軍航空戰力與戰法有新的體認與瞭解。
1936年與1937年前後出任輕巡洋艦“五十鈴”與戰列艦“伊勢”的艦長。1938年11月15日晋升海军少将，任第五舰队参谋长。1939年11月调任第一舰队司令部任职。

### 中日战争
1937年7月七七事变爆发后中日战争。1940年1月15日任第一联合航空队司令官，与大西瀧治郎为司令官的第二联合航空队一起参与重庆轰炸作战，5月山口与时任支那方面艦隊参谋长的井上成美以及大西瀧治郎一同指挥101号作战轰炸重庆，企图通过空中攻势进行无差别轰炸，摧毁中華民國國家最高統帥蒋介石领导的国民政府之坚持抗日战争的意志。由于在缺乏护卫战斗机的情况下，急于发动进攻，导致轰炸机机组人员大量傷亡，他獲得“杀人多闻丸”之称呼（其名字“多闻”是来自日本南北朝的楠木正成的小名“多闻丸”），直到较长续航力的零式战斗机参加实战，才确保了制空权。

### 太平洋战争
1940年出任第二航空戰隊司令官，辖航空母舰“苍龙”与“飞龙”。他對海軍航空戰力研究許久且有著強烈進攻意念。当山本五十六提出袭击珍珠港的设想，山口多闻是其坚定的支持者。第二航空战队隶属第一航空舰队（司令长官南云忠一中将），准备参加袭击珍珠港作战。军令部最初曾顾虑二航战航艦续航力不足，山口知道了表示反对“无颜面对部下，攻击后丢下我没关系”。最终解决方案是第一航空舰队第一、第二、第五航空战队6艘航母参加。
1941年12月7日，日军偷襲珍珠港，於作戰當時，山口多聞对其指揮官南雲忠一提出发动第三波空袭的要求，以徹底破壞美軍港口設施及殲滅部隊，但遭到拒絕。此后，第一航空舰队返回时第二航空战队分出，前去支援进攻威克岛的作战。1942年2月19日参与攻击澳洲达尔文港，1942年3月支援爪哇海扫荡。而接下來山口多聞指挥的第二航空战队則在印度洋空襲戰役中大放異彩，第二航空戰隊俯冲轰炸机队击沉英國皇家海軍的轻航空母艦“競技神”與两艘重巡洋艦，取得了惊人高的命中率。他曾向联合舰队参谋长宇垣缠提出以航空兵为中心重整舰队及积极出击掌握战争主动权的意见书。
1942年6月4日，山口多闻指挥第二航空戰隊參加中途島海戰。在发现美军航空母舰的报告后，通过驱逐舰“野分”转发信号向南云提出马上起飞攻击部队去攻击美国航母，而南云則决定优先收回攻击中途岛的飞机，再对美军航母发动进攻。随后美军航母的俯冲轰炸机对“赤城”“加賀”“蒼龍”三艘航母发起致命打击，当“飞龙”驶过受创的“苍龙”时，山口发出信号“请奋力抢救航艦”。随后山口指挥“飞龙”发动两波空袭，瘫痪了美军航空母舰“约克城”（后被潜艇击沉），但“飞龙”被来自美军航空母舰“企业”的俯冲轰炸机摧毁。6月6日晨，在二航战旗艦飛龍遭受重創無法挽回的狀況下，山口拒絕同僚換乘艦撤退的要求，离别时首席參謀伊藤清六中佐留下山口的军帽作为纪念，山口与加来止男舰长一起留在飛龍號航空母艦上与舰同沉，享年49歲。戰敗的事實被政府隱瞞，次年4月24日日本才以《提督的最后》为题的节目，向老百姓公开他们的死讯。

### 指揮風格
山口為舊日本海軍中堅定的航母派，比起中途島之戰的指揮官南雲忠一，其在於航母運用及戰術的執行上較後者更為成熟。據傳，山本五十六在中途島一役原先傾向由山口擔任機動部隊的總指揮官，惟因日本海軍不成文的傳統（南雲資歷較山口長之下），才派遣南雲出任指揮官，結果確實落敗。由於深知航母的優缺點，曾向南雲建議優先進行大規模的偵查，以防附近有美軍的航母艦隊，同時也建議留下一隊飛機防止突襲，但皆為南雲否決。
山口多聞墓園位於東京都港區的青山靈園。

## 轶事
山口多聞是著名的大胃王，学校时代将航海的船只食堂裡菜单上的菜全吃一遍，同期学生中只有他办到了。后来山口多聞对大和号的饮食的评论是“很好吃但是量不够”，山本五十六知道後就特意命令将他伙食中的牛排上双份。

## 影视作品
- 1960年東寶株式會社拍的一部電影《太平洋之嵐》有說明山口多聞與艦壯烈同沉，由演員三船敏郎出演山口多聞。
- 1976年環球影業的拍攝的電影中途島，由約翰·藤岡（英语：John Fujioka）飾演山口多聞，值得注意的是也曾飾演過山口多聞的三船敏郎在這部戲中也有演出，飾演的是山本五十六。
- 2011年東映等共同製作的電影《聯合艦隊司令長官 山本五十六》，山口多聞由演員阿部寬飾演。
- 2019年電影決戰中途島，山口多聞由淺野忠信飾演

## 外部連結
山口多聞 （页面存档备份，存于）